# 阿見町立竹来中学校
阿見町立竹来中学校（あみまちりつ たかくちゅうがっこう）は、茨城県稲敷郡阿見町にある公立中学校である。

## 沿革
- 1984年（昭和59年）9月 - 本校舎工事着工
- 1986年（昭和61年）4月 - 阿見中学校より分離開校
- 1986年（昭和61年）5月 - 弓道場竣工
- 1986年（昭和61年）6月 - プール竣工
- 1986年（昭和61年）10月 - 校訓・校歌制定
- 1989年（平成元年）4月 - 県教育委員会姉妹校交流事業研究指定校
- 1989年（平成元年）11月 - 県論文において褒状受賞
- 1991年（平成3年）11月 - 県花壇コンクール優秀賞受賞
- 1995年（平成7年）10月 - 創立10周年記念式典
- 1997年（平成9年）4月 - 増築校舎（新校舎）工事着工
- 1998年（平成10年）3月 - 新校舎完成、グランド造成工事完了
- 2000年（平成12年） 8月 - 生徒用コンピュータ設置
- 2002年（平成14年） 4月 - 創意工夫育成功労学校文部科学大臣賞受賞
- 2002年（平成14年）11月 - 県教育委員会指定学校体育研究発表
- 2003年（平成15年）11月 - 全国学校体育研究優良校受賞
- 2005年（平成17年）11月 - 第33回花と緑の環境美化コンクール中央審査茨城新聞社賞受賞
- 2006年（平成18年）11月 - 第34回花と緑の環境美化コンクール中央審査県民会議長賞受賞
- 2007年（平成19年）1月 - 県体力つくり優秀賞受賞
- 2007年（平成19年）3月 - 文部科学省教育実践プロジェクト実践校
- 2007年（平成19年）4月 - 創意工夫育成功労学校文部科学大臣賞受賞
- 2009年（平成21年）7月 - 花と緑の環境美化コンクール町審査町長賞受賞
- 2010年（平成22年）10月 - 町教育委員会指定研究発表会
- 2011年（平成23年）1月 - 県体力つくり優秀賞受賞
- 2013年（平成25年）4月 - 県教育研修センター研究協力校
- 2014年（平成26年）1月 - 県よい歯の学校歯科医師会長賞受賞
- 2014年（平成26年）1月 - 県体力つくり優秀賞受賞
- 2015年（平成27年）10月 - 創立30周年記念式典
- 2015年（平成27年）11月 - 郡教育研究会指定発表会

## 学校経営構想

### 校訓
「自主・創造・協和」

### 教育目標
「主体的でたくましい心豊かな生徒の育成」

### 教育のテーマ
「自分を磨き 仲間と磨きあって 輝け今 輝け未来」

### めざす生徒像
「主体的でたくましい心豊かな生徒」

### グランドデザイン
| 正しく【真】                   | たくましく【健】                       | 美しく【美】                             |
| ------------------------------ | -------------------------------------- | ---------------------------------------- |
| 自ら学び、確かな学力のある生徒 | 自分を見つめ、自らを高めようとする生徒 | 自分を律し、他を思いやって行動できる生徒 |

## 学校行事
- 4月 - 新任式、始業式、入学式、新入生歓迎会、体位測定、避難訓練、家庭訪問、PTA総会
- 5月 - 修学旅行（3年）、宿泊学習（1年）、生徒総会、郡陸上競技大会
- 6月 - 総体激励会、進路説明会（3年）、郡総合体育大会、学校公開日、衣替え
- 7月 - 体育祭結団式、県南・県総合体育大会、大掃除、終業式
- 8月 - 職場体験、関東・全国大会、学びの広場、親子ふれあい作業
- 9月 - 始業式、体育祭、避難訓練、新人戦激励会、県南新人陸上競技大会、郡新人体育大会、学校公開日、民生委員との交流会
- 10月 - 入学生説明会、秋桜祭、、県南新人体育大会、県南駅伝大会、県新人体育大会、衣替え、町音楽会、創立記念日
- 11月 - 町教育の日、立志の集い（2年）、県駅伝大会、学校公開日、二者面談（1,2年）、三者面談（3年）、学力診断テスト
- 12月 - 生徒会選挙、大掃除、
- 1月 - 学力診断テスト（1,2年）
- 2月 - 学年末テスト（1,2年）
- 3月 - 3年生を送る会、学年末PTA、大掃除、卒業式、修了式、離任式

## 部活動

### 設置されている部活動
運動部
- 軟式野球部
- サッカー部
- 陸上競技部
- 男女バドミントン部
- 男女ソフトテニス部
- 男女バスケットボール部
- 女子バレーボール部
- 弓道部
- 剣道部
- 柔道・レスリング部
- 水泳部
- 体操・新体操部

文化部
- 吹奏楽部
- 美術部
- 科学部

### 活動時間
- 早朝練習 - 7時15分～8時00分
- 放課後練習 - 帰りの会終了後～完全下校時刻

（平成29年度現在）

## 生徒数
平成27年度の生徒数（2015年10月1日現在）
|     | 男  | 女  | 計  |
| --- | --- | --- | --- |
| 1年 | 81  | 73  | 154 |
| 2年 | 87  | 83  | 170 |
| 3年 | 83  | 78  | 161 |
| 計  | 251 | 234 | 485 |

## 通学区域
- 阿見町[1]
  - 岡崎、中郷東、立ノ越、青宿、新町、廻戸、霞台、大室、白鷺団地、曙東、曙南、レイクサイドタウン、君島、大形、石川、塙、追原、上条、飯倉、飯倉二区、上島津、下島津、南島津、掛馬、竹来、南平台一丁目、南平台二丁目、南平台三丁目

## 進学元小学校
- 阿見町立君原小学校
- 阿見町立舟島小学校
- 阿見町立阿見第一小学校

## 校区内の主な施設
- 陸上自衛隊土浦駐屯地
- 陸上自衛隊舟島射撃場
- 防衛省技術研究本部土浦支所
- 茨城大学農学部
- 雄翔館（予科練記念館）
- 予科練平和記念館
- 霞ヶ浦平和記念公園
- 阿見町立かすみ公民館
- 阿見町立舟島ふれあいセンター
- 阿見町立追原公民館
- 阿見町総合保健福祉会館
- 東京医科大学茨城医療センター
- マイアミショッピングセンター

## 交通
- JR東日本常磐線荒川沖駅より約6.6km
- JR東日本常磐線土浦駅より約7.0km

## 卒業生
- 湯原弘美（女優）在学中に既に芸能活動をしていた
- 大江原圭（JRA騎手）